# Bozon W

Symbol bozonu W^{+} (tzw. sprężynka) stosowany jako oznaczenie bozonu W na diagramach Feynmana

Bozon W (wuon) – cząstka elementarna pośrednicząca w oddziaływaniach słabych, wymieniana przez elektrony, neutrina i inne cząstki oddziałujące oddziaływaniem słabym podczas zderzeń. Cząstka ta występuje w dwóch podstawowych postaciach: cząstki W+ i jej antycząstki W−. Obie mają ten sam spin (równy 1) oraz masę, różnią się tylko ładunkiem elektrycznym.
energia spoczynkowa – 80360,2 ± 9,9 MeV
czas połowicznego rozpadu – ok. 3×10−25 s
Bozony W przenoszą jeden z ładunków oddziaływania elektrosłabego, jakim jest słaby izospin. Jego wartość wynosi odpowiednio +1 i −1 dla bozonów W+ i W−. Bozony W są bozonami cechowania i generują podgrupę SU(2) oddziaływania elektrosłabego.

## Rozpady radioaktywne
Najważniejszym zjawiskiem z udziałem bozonów W są rozpady beta. W procesie tym kwark dolny (d) zawarty w neutronie rozpada się na kwark górny (u) oraz właśnie bozon W, który z kolei rozpada się na parę: lepton – neutrino dla danego leptonu (dokładniej: W− rozpada się na lepton + antyneutrino a W+ na antylepton + neutrino). W miarę wzrostu energii leptonami tymi mogą być: elektron, mion, taon.
Bozony W tworzą się także w rozpadach ciężkich kwarków.

## Bozon W0
W rzeczywistości istnieje dodatkowy stan bozonu W, jakim jest W0. Trójka stanów: [W+, W0, W−] tworzy tryplet ze względu na słaby izospin, podobnie jak np. piony [π+, π0, π−] tworzą tryplet silnego izospinu. Ponieważ bozon W ma 3 stany ze względu na izospin, więc może być nazwany „cząstką wektorową” izospinu. Lewoskrętny elektron i neutrino tworzyłyby razem „spinor”, natomiast cząstki prawoskrętne byłyby „skalarami”.
Z matematycznego punktu widzenia, bozon W0 jest superpozycją fotonu i bozonu Z. Gdyby w jakimś procesie powstała zatem cząstka W0, to zgodnie z probabilistyczną naturą mechaniki kwantowej istniałoby pewne prawdopodobieństwo zarejestrowania jej jako fotonu i pewne jako bozonu Z. Proporcje „zmieszania” bozonu Z i fotonu w bozonie W0 określa tzw. kąt Weinberga. W większości rozważań nie definiuje się bozonu W0, do opisu zjawisk wystarczają bozony Z i foton.

## Oddziaływanie elektrosłabe i złamanie symetrii
Zupełnie równoważnie można traktować bozon W0 jako podstawowy, a foton i bozon Z jako jego superpozycje z bozonem B. Definiowanie bozonu W0 i B ma sens, kiedy rozważa się teorie wielkiej unifikacji, gdzie oddziaływanie elektromagnetyczne jest zunifikowane z oddziaływaniem słabym. Istnieje wtedy pierwotne symetryczne oddziaływanie elektrosłabe, niezmiennicze względem grupy cechowania SU(2)×U(1). Oddziaływanie elektromagnetyczne ma wtedy identyczną siłę jak oddziaływanie słabe, dlatego nie ma sensu ich odróżnianie. Nie ma także znaczenia ładunek elektryczny. Rozważania te prowadzi się przy założeniu, że bozony W i B nie mają masy.
Symetrię tę łamie bozon Higgsa, który oddziałuje z bozonami B i W, nadając im masy. Pewna kombinacja liniowa (superpozycja) bozonów W i B oddziałuje wtedy najsłabiej z polem Higgsa, a inna kombinacja – najmocniej. Tę pierwszą nazywa się właśnie fotonem a drugą – bozonem Z. Ze względu na słabe sprzęganie z polem Higgsa foton pozostaje cząstką bezmasową; bozon Z musi mieć wtedy największą możliwą masę z wszystkich kombinacji W i B. Im lżejszy bozon pośredniczący, tym mocniejsze oddziaływanie, które on przenosi, zatem oddziaływanie elektromagnetyczne przenoszone przez foton staje się bardzo silne, a oddziaływanie słabe przenoszone przez bozon Z – bardzo słabe.
Z pierwotnego zunifikowanego oddziaływania elektrosłabego powstają dwa oddziaływania: elektromagnetyczne i słabe. Pozostałość pierwotnej symetrii widać dzięki istnieniu naładowanych bozonów W+ i W−. Fakt, że jednocześnie przenoszą ładunek elektromagnetyczny i słaby, świadczy o bliskim pokrewieństwie tych oddziaływań.